# Курское реальное училище
Курское реальное училище имени Михаила Илларионовича Голенищева-Кутузова — среднее учебное заведение в Курске, существовавшее с 1873 по 1918 годы. Ныне здание училища занимает профессиональный лицей №1.

## История
В декабре 1872 года на заседании Курского губернского земского собрания было решено ходатайствовать в Санкт-Петербург об открытии в городе реального училища. Для выполнения этой цели земство постановило «выдавать в пособие училищу безусловно навсегда по 7500 рублей в год» и передать в ведение училища здание, в котором находилось городское общественное управление. 
Усилия оказались не напрасы, и в 1873 году училище таки было открыто.
Обучение длилось 7 лет. Основное внимание уделялось изучению естествознания, физики, математики, черчению. После первых шести классов происходило деление учащихся на два потока. В одном готовили к поступление в технические вузы, в другом — в специальные учебные заведения. 
В 1913 году училищу присвоено имя русского полководца Михаила Илларионовича Голенищева-Кутузова.
В 1919 году в здании реального училища была открыта школа первой ступени №16, а также школа второй ступени №4. В начале 30-х годов здесь размещалась средняя школа №2. Во время войны в здании начала работать средняя школа ВВС №4. 
В 1955 году здание перешло профессионально-техническому училищу № 1, где оно находится и поныне.

## Известные выпускники
См. также: Выпускники Курского реального училища
- Анатолий Георгиевич Уфимцев — советский изобретатель и авиационный конструктор.
- Николай Васильевич Морозов — русский военный гидрограф и полярный исследователь.
- Владимир Николаевич Перцев — историк, член Академии наук БССР.
- Людвиг Карлович Мартенс — российский революционер, советский общественно-политический деятель, инженер.
- Иосиф Фёдорович Дубровинский — российский революционер, большевик.
- Богатырев Евгений Георгиевич — российский революционер, инженер.
- Владимир Павлович Милютин — советский государственный деятель, народный комиссар земледелия в первом Советском правительстве.
- Николай Николаевич Асеев — русский советский поэт, сценарист, деятель русского футуризма.
- Владимир Яковлевич Адарюков — российский историк искусства, библиограф и библиофил, музейный деятель.
- Валериан Валерианович Бородаевский — русский поэт.
- Борис Аполлонович Шумаков — советский учёный-мелиоратор, основатель научной школы мелиорации, Герой Социалистического Труда.
- Густав Карлович Шольц — инженер-архитектор, сын архитектора немецкого происхождения Карла Густавовича Шольца.
- Владимир Панфилович Яценко — советский авиаконструктор.
- Александр Семёнович Сергеев — российский офицер, лейтенант, командир миноносца «Стерегущий».
- Бляерский, Николай Иванович — георгиевский кавалер